# Acalolepta griseoplagiatoides
Acalolepta griseoplagiatoides là một loài bọ cánh cứng trong họ Cerambycidae.